# Asnières Hockey Club
Pour les articles homonymes, voir AHC.
L'Asnières Hockey Club (abrégé en AHC) est un club de hockey sur glace basé à Asnières-sur-Seine évoluant  en  division 3. L'équipe porte le nom de Castors et évolue dans la Patinoire des Courtilles.

## Équipes
Le club compte environ 230 licenciés répartis en différentes équipes, de l'école de hockey (3 à 6 ans) jusqu'à l'équipe senior.

## Patinoire
La patinoire des Courtilles a une capacité d’accueil de 1 421 places assises.

## Joueurs

### Effectif actuel
| No    | Nom                    | Nat. | Position       | Arrivée                          |
| ----- | ---------------------- | ---- | -------------- | -------------------------------- |
| +030, | Tamás Kiss             |      | Gardien de but | 2016 - Chiefs de Deuil-Garges    |
| +033, | Guillaume Taupin       |      | Gardien de but | 2019 - sans club                 |
| +003, | Alexis Besson          |      | Défenseur      | 2019 - Élans de Champigny        |
| +008, | Robin Stalin           |      | Défenseur      | 2017 - Jokers de Cergy-Pontoise  |
| +012, | Benjamin Peltier       |      | Défenseur      | 2016 - Tigres de l'ACBB          |
| +014, | Jérémy Garaud          |      | Défenseur      | 2016 - Chiefs de Deuil-Garges    |
| +022, | Andrejs Utans          |      | Défenseur      | 2019 - Comètes de Meudon         |
| +027, | Anthony Denis          |      | Défenseur      | 2017 - Français volants de Paris |
| +076, | Danny Plourde          |      | Défenseur      | 2019 - sans club                 |
| +089, | Alexandre Mehats       |      | Défenseur      | 2019 - Remparts de Tours II      |
| +004, | Jean-Denis Aurouzé     |      | Attaquant      | 2016 - Chiefs de Deuil-Garges    |
| +006, | Erwan Austin           |      | Attaquant      | 2018 - Français volants de Paris |
| +013, | Alexandre Leroux – A   |      | Attaquant      | 2016 - Coqs de Courbevoie        |
| +015, | Alexandre Motte        |      | Attaquant      | 2019 - Français volants de Paris |
| +016, | Gaëtan Jeannin         |      | Attaquant      | 2019 - sans club                 |
| +017, | Nicolas Jeannin – A    |      | Attaquant      | 2016 - Chiefs de Deuil-Garges    |
| +018, | Bruno Rivero           |      | Attaquant      | 2018 - Français volants de Paris |
| +019, | Florian Dupuis         |      | Attaquant      | 2018 - sans club                 |
| +019, | Nicolas Lasne          |      | Attaquant      | 2019 - Remparts de Tours II      |
| +021, | Viktor Papp            |      | Attaquant      | 2016 - Chiefs de Deuil-Garges    |
| +023, | Eliott Aubert          |      | Attaquant      | Formé au club                    |
| +024, | Iann Sabourin          |      | Ailier         | 2019 - sans club                 |
| +028, | Olivier Viennot        |      | Attaquant      | 2017 - sans club                 |
| +092, | Guillaume Pfeiffer – C |      | Attaquant      | 2017 - Jokers de Cergy-Pontoise  |
| +096, | Harond Litim           |      | Attaquant      | 2019 - Élans de Champigny        |

### Capitaines et Assistants
Liste des capitaines et assistants de l'équipe première.
| Saison    | Capitaine          | Assistant                                 |
| --------- | ------------------ | ----------------------------------------- |
| 2004-2005 | Marc Dussaucy      |                                           |
| 2005-2006 | Marc Dussaucy      | Sylvain Boulot et David Machon            |
| 2006-2007 | Sylvain Bourcet    | Guillaume Baskakoff                       |
| 2007-2008 | Sylvain Bourcet    | Guillaume Pfeiffer et Guillaume Baskakoff |
| 2008-2009 | Sylvain Bourcet    | Guillaume Pfeiffer et David St. Cyr       |
| 2009-2010 | Antoine Amsellem   | Jayson Zilkie et Guillaume Pfeiffer       |
| 2010-2011 | Guillaume Pfeiffer | Arthur Cuzin et Dave Bertrand             |
| 2011-2012 | Guillaume Pfeiffer | Émilien Rouyer et Dave Bertrand           |
| 2012-2013 | Guillaume Pfeiffer | Franz Ehrhart et Raymond Tremblay         |
| 2013-2014 | Guillaume Pfeiffer |                                           |
| 2014-2015 | Guillaume Pfeiffer |                                           |
| 2015-2016 | Guillaume Pfeiffer | Robin Stalin et Bruno Rivero              |
| 2016-2017 |                    |                                           |
| 2017-2018 | Arnaud Bougaran    | Guillaume Pfeiffer et Nicolas Jeannin     |
| 2018-2019 | Arnaud Bougaran    | Guillaume Pfeiffer et Nicolas Jeannin     |

## Résultats

### Résultats en championnat
Résultats de l'équipe première, saison par saison.
| Saison    | Division    | Classement                         | Note |
| --------- | ----------- | ---------------------------------- | --- |
| 1995-1996 | Division 3  | 4e de Poule IDF                    | |
| 1996-1997 | Division 3  | 2e de Poule IDF, 1er de Poule Nord | 1er du Carré Final, ↑ Promotion en Nationale 2                                                                      |
| 1997-1998 | Nationale 2 | 6e de Poule Ouest                  | 1er de Poule maintien                                                                                               |
| 1998-1999 | Nationale 2 | 3e de Poule Ouest                  | 2e de Poule Finale                                                                                                  |
| 1999-2000 | Nationale 2 | 1er de Poule C                     | 3e de Poule Finale                                                                                                  |
| 2000-2001 | Division 2  | 2e de Poule Nord                   | 2e de Poule Finale                                                                                                  |
| 2001-2002 | Division 2  | 1er de Poule Nord                  | Défaite en Finale, Défaite en barrage, ↑ Promotion en Division 1                                                    |
| 2002-2003 | Division 1  | 6e de Poule Nord                   | 5e de Poule de maintien                                                                                             |
| 2003-2004 | Division 1  | 7e de Poule Nord                   | 8e de Poule de Maintien, Victoire en match de barrage                                                               |
| 2004-2005 | Division 1  | 6e de Poule Nord                   | 8e de Poule de maintien, Défaite en barrage, ↓ Relégation en division 2 (maintien après le dépôt de bilan de Tours) |
| 2005-2006 | Division 1  | 8e de Poule Nord                   | 8e de Poule de maintien, ↓ Relégation en division 2                                                                 |
| 2006-2007 | Division 2  | 5e de Poule Nord                   | 5e de Poule de maintien                                                                                             |
| 2007-2008 | Division 2  | 6e de Poule Est                    | Défaite en 8e de Finale                                                                                             |
| 2008-2009 | Division 2  | 6e de Poule Nord                   | Défaite en 8e de Finale                                                                                             |
| 2009-2010 | Division 2  | 3e de Poule A                      | Défaite en quart de Finale                                                                                          |
| 2010-2011 | Division 2  | 4e de Poule A                      | Défaite en 8e de Finale                                                                                             |
| 2011-2012 | Division 2  | 6e de Poule B                      | Défaite en 8e de Finale                                                                                             |
| 2012-2013 | Division 2  | 4e de Poule A                      | Défaite en quart de Finale                                                                                          |
| 2013-2014 | Division 2  | 5e de Poule B                      | Défaite en 8e de Finale                                                                                             |
| 2014-2015 | Division 2  | 6e de Poule B                      | Défaite en 8e de Finale                                                                                             |
| 2015-2016 | Division 2  | 4e de Poule A                      | Défaite en quart de Finale                                                                                          |
| 2016-2017 | Division 2  |                                    | |
| 2017-2018 | Division 3  | 1er de Poule B                     | Défaite au Carré Final                                                                                              |
| 2018-2019 | Division 3  | Saison en cours                    | |

### Résultats en coupe de France
Résultats de l'équipe première, saison par saison.
| Saison    | Tour               | Équipe domicile | Équipe extérieur    | Score                            |
| --------- | ------------------ | --------------- | ------------------- | -------------------------------- |
| 2001-2002 | Premier tour       | Asnières (D2)   | Tours (D1)          | 4-5 t.a.b. (1-1,2-1,1-2,0-0,0-1) |
| 2002-2003 | Premier tour       | Asnières (D1)   | Cergy (D1)          | 3-4 a.p. (1-1,1-1,1-1,0-1)       |
| 2003-2004 | Tour préliminaire  | Asnières (D1)   | Viry-Châtillon (D2) | 3-4 (1-1,1-1,1-2)                |
| 2004-2005 | Seizième de Finale | Asnières (D1)   | Amiens II (D2)      | 4-5 (2-1,1-3,1-1)                |
| 2005-2006 | Seizième de Finale | Asnières (D1)   | Rouen (LM)          | 2-7 (0-2,2-3,0-2)                |
| 2006-2007 | Premier Tour       | Neuilly (D1)    | Asnières (D2)       | 5-1 (0-1,2-0,3-0)                |
| 2007-2008 | Premier Tour       | Asnières (D2)   | Garges (D1)         | 5-10 (2-6,3-1,0-3)               |
| 2008-2009 | Premier Tour       | Asnières (D2)   | Reims (D1)          | 3-6 (1-2,2-2,0-2)                |
| 2009-2010 | Huitième de Finale | Asnières (D2)   | Amiens (LM)         | 3-9 (1-1, 2-4, 0-4)              |
| 2010-2011 | Seizième de Finale | Asnières (D2)   | Neuilly (D1)        | 1-2 (0-0,0-1,1-1)                |
| 2011-2012 | Seizième de Finale | Asnières (D2)   | Evry (D2)           | 1-3 (1-1,0-1,0-1)                |
| 2012-2013 | Seizième de Finale | Asnières (D2)   | Caen (LM)           | 1-4 (0-2,0-0,1-2)                |
| 2013-2014 | Huitième de Finale | Asnières (D2)   | Rouen (LM)          | 0-7 (0-2,0-3,0-2)                |
| 2014-2015 | Huitième de Finale | Evry (D2)       | Asnières (D2)       | 5-3 (0-0,3-2,2-1)                |
| 2015-2016 | Non engagé         |                 |                     |                                  |
| 2016-2017 |                    |                 |                     |                                  |
| 2017-2018 | Non Engagé         |                 |                     |                                  |
| 2018-2019 | Second Tour        | Asnières (D3)   | Amiens (Magnus)     |                                  |